# 珠澳跨境工业区专用口岸
珠澳跨境工业区專用口岸，曾称茂盛圍口岸，是中华人民共和国广东省一个地区性的陆路边境口岸，位于珠海市香洲区，在2006年12月8日早上開通運作。
澳门对应的检查站称为跨境工業區邊檢大樓。

## 通關措施
- 從該口岸出入境的人員須同時持有有效出入境證件和珠澳跨境工業區通行證方可辦理出入境手續。

- 2014年12月18日起，在00:00-07:00期間，澳門居民、內地輸澳勞務人員或在澳門就讀的內地留學生方可通關。

- 2020年8月16日早上6時起，因橫琴新口岸建設需要，澳門海關分流部分出入境貨運車輛經該口岸進入內地。[5]

- 2021年9月8日，隨著青茂口岸的落成啟用並實施24小時通關，正在實行的特別通關措施（每天00:00-07:00）暫時維持不變。

- 2022年5月18日，珠澳聯防聯控澳方工作組宣布，自2022年5月21日凌晨0時起，此口岸通關時間由24小時通關臨時調整為每日早上7時至晚上24時通關，並僅向園區工作人員開放。[6]

## 接驳交通
| 编号   | 编号 | 线路       | 线路   | 线路       | 收费 | 运营商   | 备注 |
| ------ | ---- | ---------- | ------ | ---------- | ---- | -------- | ---- |
|        | 21   | 跨境工业区 | ⇆      | 吉大总站   | 1元  | 珠海吉大 |      |
|        | 35   | 南溪总站   | 全程 ⇆ | 跨境工业区 | 1元  | 珠海吉大 |      |
| 翠花苑 | 35   | 短线 →     |        | 跨境工业区 | 1元  | 珠海吉大 |      |